# Strangalomorpha marginipennis
Strangalomorpha marginipennis là một loài bọ cánh cứng trong họ Cerambycidae.